# Giambattista Brusasorzi
Giambattista Riccio (o Ricci), detto Brusasorzi (o Brusazorzi o Brusasorci) (Verona, 1544 – ...) è stato un pittore italiano.

## Biografia
Appartenente alla famiglia Brusasorzi, era figlio di Domenico e Toscana, nonché fratello di Felice e Cecilia.
Della sua vita si hanno scarsissime informazioni. Avviato alla carriera artistica dal padre, pare che alla morte di quest'ultimo si fosse recato a Venezia per perfezionarsi sotto la guida del Veronese, del cui stile fu da allora seguace. In età più avanzata (verso il 1586) si trasferì in Germania, alla corte dell'Imperatore Rodolfo II. Da quel momento non si hanno più notizie di lui.

## Produzione artistica e stile pittorico
Data la scarsità di informazioni, è difficile ricostruire con esattezza le linee del suo operato.
Pare che abbia lavorato con il padre nella chiesa di Madonna di Campagna a Verona. Secondo alcune fonti, una volta conosciuta la pittura del Veronese, ne rimase seguace tanto da dimenticare la lezione paterna. Altri storici d'epoca individuano in Giambattista l'autore di alcuni lavori dal gusto tipico della maniera dei Brusasorzi, ma differenti dalla lezione di Domenico o di Felice, come la Sant'Orsola con altre vergini nella chiesa di San Domenico o un soffitto decorato nella Villa Capra di Vicenza. Diversamente, si è ritenuta attribuibile a Giambattista una Maddalena nella Pinacoteca di Verona, nella quale lo stile paterno si amalgamerebbe a influenze del Veronese e del Tintoretto. Pare anche che intorno al 1570 si fosse dedicato a rilievi topografici.